# Ragusa (Sicilia)
Ragusa (Raùsa en siciliano) es un comune y ciudad italiana, capital de la provincia homónima, en la región de Sicilia. Se encuentra en sureste de la isla y tiene alrededor de 70 000 habitantes. Está construida sobre una colina de caliza entre dos hondos valles, Cava San Leonardo y Cava Santa Domenica. 
La economía de la provincia que la rodea se basa principalmente en la agricultura (horticultura, olivos), granjas, turismo, manufacturas ligeras y pequeños campos de petróleo. Junto con otras siete ciudades de Val di Noto, se encuentra entre el Patrimonio de la Humanidad.

## Historia
Los orígenes de Ragusa pueden remontarse al II milenio a. C., cuando en esta zona había varios asentamientos de los antiguos sículos. La actual Ragusa Ibla queda probablemente sobre uno de ellos, identificado como Hybla Heraia.
La antigua ciudad, ubicada sobre una colina de 300 m de alto, entró en contacto con las cercanas colonias griegas, y se desarrolló gracias al cercano puerto de Camarina. Después de un breve periodo de dominio cartaginés, fue administrada por los romanos y los bizantinos: estos últimos fortificaron la ciudad y construyeron un gran castillo. Ragusa fue ocupada por los sarracenos en 848, quedando bajo su dominio hasta el siglo XI, cuando los normandos la conquistaron. Seleccionada como sede condal, su primer conde fue Geoffrey, hijo del conde Roger I de Sicilia.
Posteriormente Ragusa siguió los acontecimientos del reino de Sicilia, creado en la primera mitad del siglo XII. Un feudo de la familia Chiaramonte permaneció como capital del condado después de la unificación con el de Módica en 1296, un estatus que perdió en el siglo XV después de una revuelta popular.
En 1693 la ciudad quedó devastada por un enorme terremoto, que mató a unos 5000 habitantes. Después de la catástrofe, la ciudad fue ampliamente reconstruida, datando de este periodo muchos edificios del barroco tardío. La mayor parte de la población se trasladó a un nuevo asentamiento en el anterior distrito de Patro, llamando al nuevo municipio Ragusa Superiore y a la antigua ciudad Ragusa Inferiore. Las dos ciudades quedaron separadas hasta 1926, cuando, debido a un jerarca fascista, fueron fusionadas para convertirse en capital provincial (1927) en lugar de Módica, capital del mismo distrito y más poblada.
En 1838, se descubrió un depósito de asfalto, que aún actualmente se explota.

## Demografía
| Gráfica de evolución demográfica de Ragusa entre 1861 y 2011 |
|                                                              |
| Fuente ISTAT - Elaboración gráfica por parte de Wikipedia    |

## Lugares de interés
Ragusa forma parte del lugar Patrimonio de la Humanidad declarado por la Unesco en 2002 denominado «Ciudades del barroco tardío de Val di Noto», en concreto con el código 1024-007. Gran parte de los edificios barrocos datan de la reconstrucción posterior al terremoto de 1693. Ragusa ha cambiado considerablemente durante las últimas dos décadas años debido al turismo, aunque muchos lugares de la ciudad se mantienen igual que hace dos siglos, y no se ha visto afectada por los excesos del turismo de masas. Uno se puede sentir en algunos puntos de la ciudad como si viviera en el siglo XVIII.
La ciudad tiene dos partes distintas: Ragusa Ibla (más antigua) y Ragusa Superiore (más elevada). Las dos partes están separadas por el Valle de los Puentes, que lo cruzan cuatro puentes. Uno de ellos, el Ponte dei Cappuccinni, del siglo XVIII, es particularmente bello. Esta la ciudad tiene 18 monumentos reconocidos Patrimonio de la Umanidad.

### Ragusa Superior

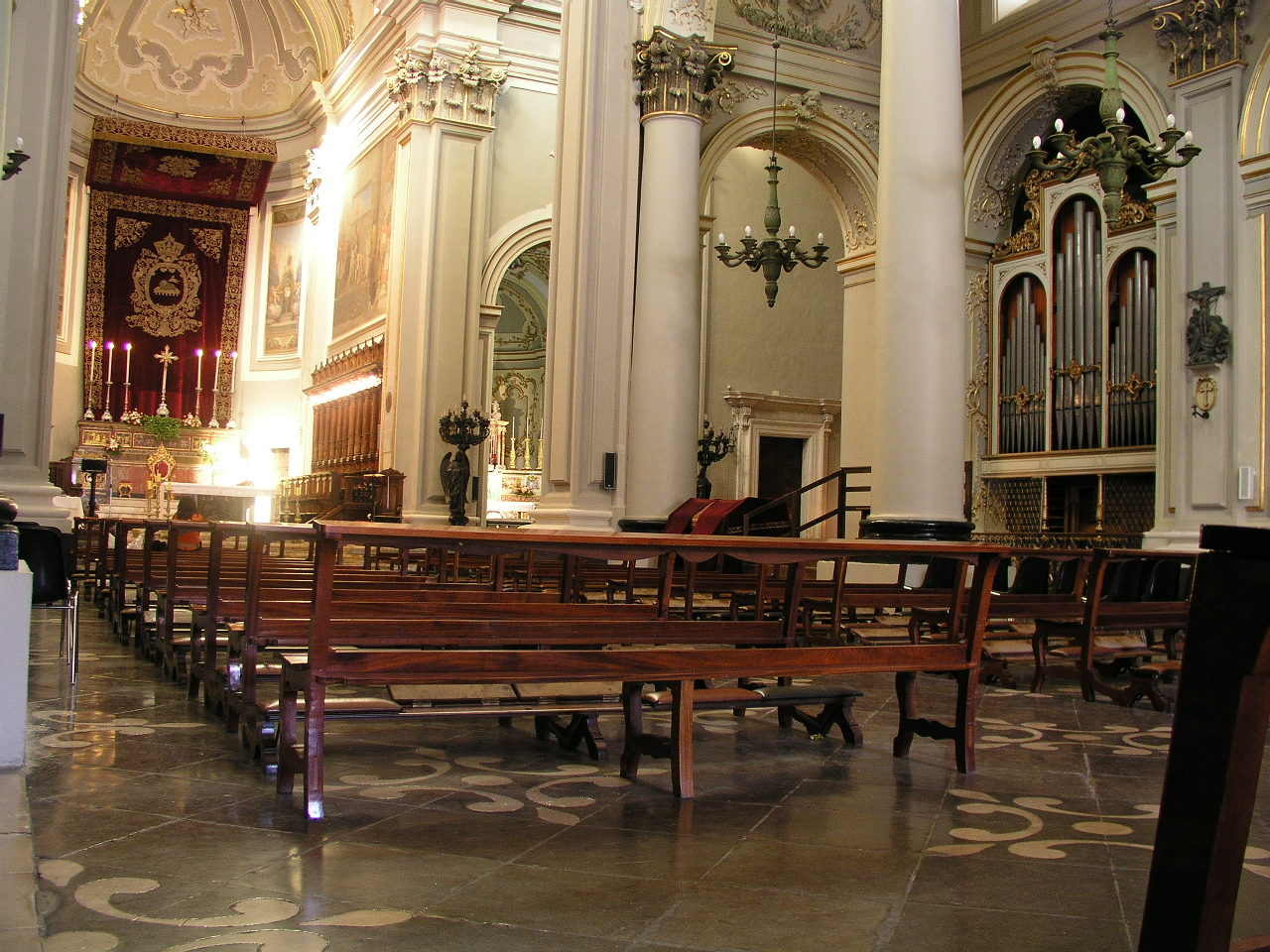
Interior de la catedral dedicada a san Juan Bautista.

Una de las construcciones más impresionantes es la catedral de San Giovanni Battista: Es el principal monumento de Ragusa Superiore. La iglesia se ubicaba al principio en la parte occidental de la antigua Ragusa, bajo las murallas del castillo medieval, donde está actualmente la pequeña iglesia de Santa Inés (Sant'Agnese). Se construyó rápidamente un edificio más pequeño después del terremoto de 1693, pero pronto se demostró que era inadecuado. El actual edificio se construyó entre 1718 y 1778, con una fachada es barroco tardío puro, con tres pórticos y tallas y esculturas representando a la Virgen, san Juan Bautista y san Juan Evangelista. El orden superior de columnas tiene dos relojes mostrando el tiempo al estilo italiano y francés, respectivamente. Tiene un alto campanario del mismo estilo, en el lado izquierdo. 
El ornamentado interior barroco tiene planta de cruz latina, con una nave central y dos laterales, separadas por tres columnatas revestidas de oro. Por encima de cada columna hay tablas que muestran versículos de la Biblia referentes a san Juan Bautista. Las bóvedas de las naves y el presbiterio fueron decoradas con estucos dorados rococó obra de Giuseppe y Gioacchino Gianforma, también autores de las dos estatuas en los nichos del transepto. La cúpula fue construida en 1783, y cubierta con chapas de cobre en el siglo XX. Las capillas laterales, caracterizadas por altares decorados con mármoles polícromos, son del siglo XIX.
También en la zona superior de Ragusa es digno de mención el Museo Arqueológico Ibleo, con seis secciones dedicadas a hallazgos desde la época prehistórica a la Antigüedad tardía.

### Ragusa Inferior
La mayor parte de la arquitectura barroca de interés está, sin embargo, en la Ragusa Inferiore o Ragusa Ibla.

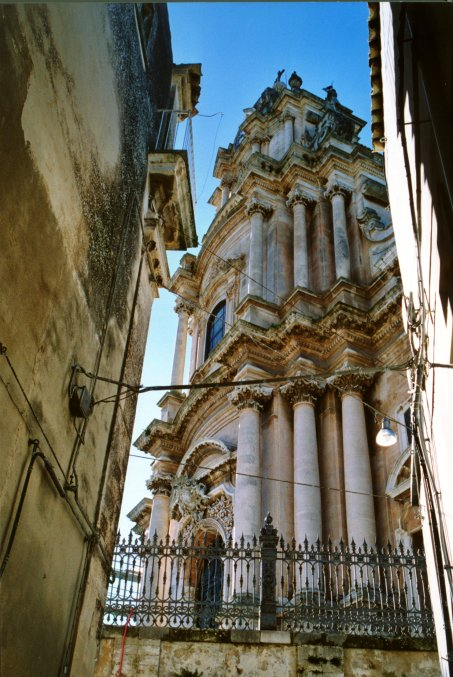
Fachada barroca de la iglesia de San Jorge (Chiesa di San Giorgio)

Así, la iglesia de San Giorgio fue construida a partir del año 1738 por el arquitecto Rosario Gagliardi, en sustitución del templo destruido por el terremoto de 1693, del que sólo queda un pórtico de estilo gótico aragonés. La fachada se caracteriza por un tramo de 250 escalones y unas macizas columnas ornamentadas, así como estatuas de santos y pórticos decorados. El interior tiene planta de cruz latina, con una nave central y dos laterales rematados en ábsides semicirculares. Está coronado por una gran bóveda neoclásica construida en 1820. 
Sobre un callejón tortuoso que conecta Ragusa Ibla (el nuevo nombre de Ragusa Inferiore, tomado de una legendaria ciudad griega que quizá se alzó en este lugar) con Ragusa Superiore está la iglesia de Santa Maria delle Scale («Santa María de los Escalones»), construida entre el siglo XV y el XVI. Esta iglesia es particularmente interesante: muy dañada durante el terremoto de 1693, la mitad de esta iglesia fue reconstruida en estilo barroco, mientras que la mitad superviviente se mantuvo en el gótico original, incluidos tres pórticos de estilo aragonés en la nave de la derecha. La última capilla de esta última tiene un portal renacentista. Las capillas tienen lienzos de algunos pintores sicilianos del siglo XVIII.
La iglesia de las Almas del Purgatorio tiene un pórtico barroco. La iglesia de Santa Maria dell'Itria, construida por los Caballeros de Malta en el siglo XVII, tiene un campanario con cerámicas de Caltagirone y un lienzo atribuido a Mattia Preti.
La iglesia de San Giorgio, diseñada por Rosario Gagliardi y construida en 1739-1775, tiene una fachada con filas de columnas yuxtapuestas. Un Tesoro contiene valiosos objetos de plata. Parecida, aunque más pequeña, es la cercana iglesia de San José (San Giuseppe), con un interior elíptico que alberga una estatua del siglo XVII del santo patrón.
La iglesia de Sant'Antonino es un ejemplo de arquitectura normanda, caracterizada por un portal gótico, mientras que la iglesia de la Immacolata presenta un bello portal del siglo XIV.
San Giorgio Vecchio tiene una fachada retranqueada con un notable pórtico de gótico aragonés, con un altorrelieve en la luneta representando a San Jorge matando al dragón, y las águilas aragonesas.
El Jardín Ibleo ofrece un panorama de las tres iglesia de los Cappuccini Vecchi, Santiago (siglo XIV) y San Domenico.
Finalmente, y siempre en la zona de Ragusa Inferiore, el Palacio Zacco es una de las más bellas edificaciones barrocas de la ciudad, sus columnas corintias sostienen balcones de hierro forjado, cariátides y grutescos.